# Laëtitia Payet
Laëtitia Payet (Hennebont, 2 d'octubre de 1985) és una esportista francesa que va competir en judo, guanyadora de tres medalles de bronze al Campionat Europeu de Judo entre els anys 2011 i 2013.

## Palmarès internacional
| Campionat Europeu | Campionat Europeu     | Campionat Europeu | Campionat Europeu |
| Any               | Lloc                  | Medalla           | Categoria         |
| ----------------- | --------------------- | ----------------- | ----------------- |
| 2011              | Istanbul ( Turquia)   | 3                 | –48 kg            |
| 2012              | Txeliàbinsk ( Rússia) | 3                 | –48 kg            |
| 2013              | Budapest ( Hongria)   | 3                 | –48 kg            |